# Cleora lipotera
Cleora lipotera är en fjärilsart som beskrevs av Reginald James West 1920.
Cleora lipotera ingår i släktet Cleora och familjen mätare. Inga underarter finns listade i Catalogue of Life.